# Inhuleț, Bilozerka
Inhuleț (în ucraineană Інгулець) este localitatea de reședință a comunei Inhuleț din raionul Bilozerka, regiunea Herson, Ucraina.

## Demografie
Componența lingvistică a localității Inhuleț
     Ucraineană (88,08%)
     Rusă (10,31%)
     Alte limbi (0,54%)
Conform recensământului din 2001, majoritatea populației localității Inhuleț era vorbitoare de ucraineană (88,08%), existând în minoritate și vorbitori de rusă (10,31%).